# Die Rote Meile
Die Rote Meile war eine deutsche Fernsehserie. Sie wurde für den Sender Sat.1 produziert und in der Bavaria Film GmbH in München gedreht. Serienstart war am 1. Oktober 1999. 2000 wurde die Fortsetzung der Serie unter dem Titel „Club der starken Frauen – Die Rote Meile“ auf Sat.1 ausgestrahlt.
Im Zentrum der Serie standen Stripperinnen, Prostituierte und ihre Zuhälter im fiktiven Hamburger Nachtclub „Candy Club“. Nacktszenen hübscher Frauen und dramatische Vorfälle mit bösen Männern prägen die einzelnen Episoden.
2007 wurde die Serie im Programm des Call-in-Senders 9Live wiederholt.

## Besetzung

### Hauptdarsteller
- Leon Boden
- Silvana Bayer
- Ann-Cathrin Sudhoff
- Fabian Harloff
- Jim Boeven
- Sylvia Leifheit
- Dirk Galuba
- Yasmina Filali
- Thomas Lawinky
- Jessica Stockmann
- Gabrielle Odinis
- Elisabeth Volkmann
- Markus Majowski
- Marco Girnth
- Renate Geißler
- Cornelia Corba
- Christiane Hagemann